# Recuit

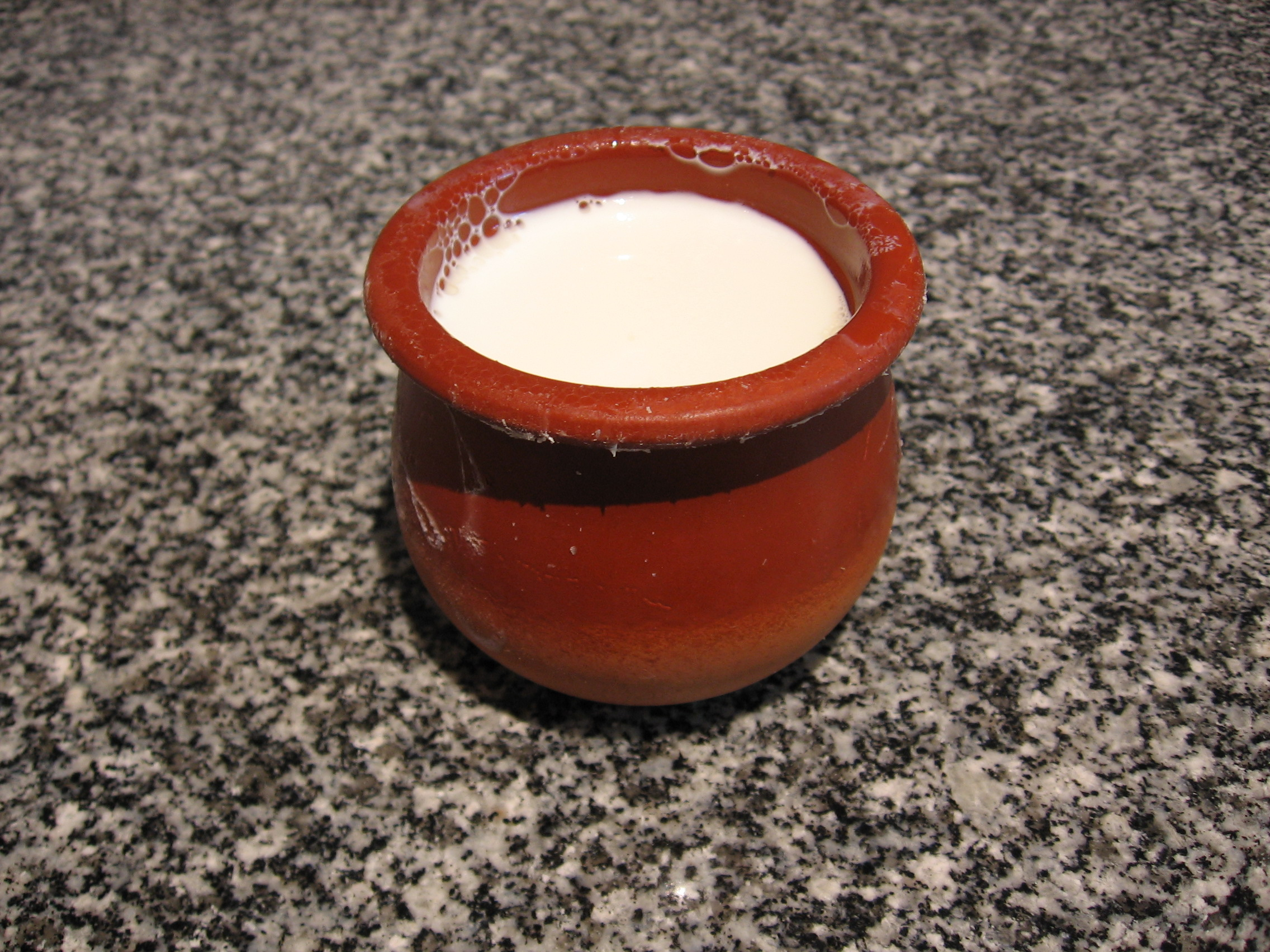
Presentació del recuit en un recipient d'argila.

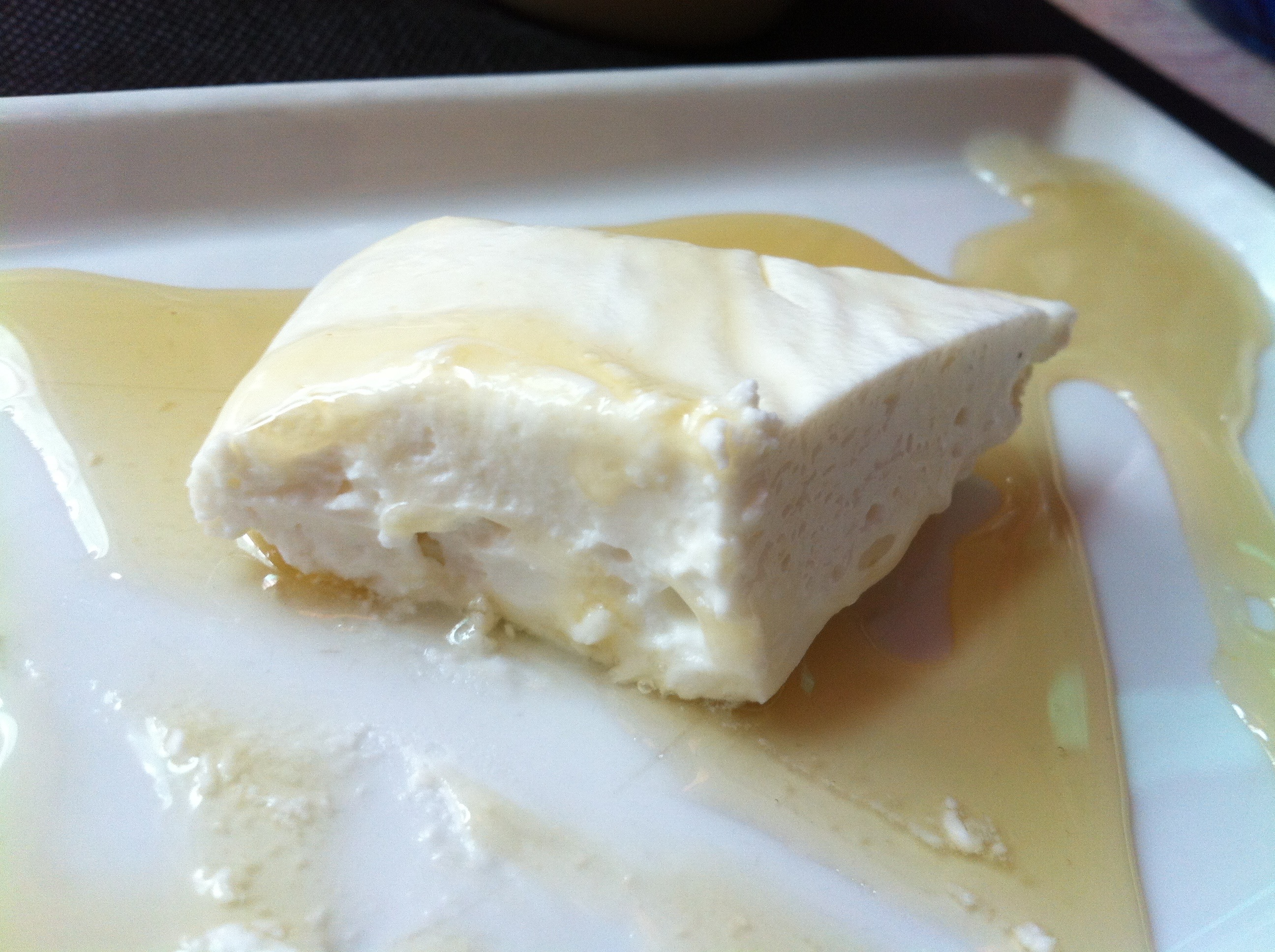
Recuit de drap amb mel

La quallada o recuit és la part caseosa i grassa de la llet, que per l'acció de la calor o d'un quall se separa o qualla, formant una massa pròpia per a fer formatge o mató, i deixa el sèrum al seu estat líquid. El recuit són unes postres làctiques elaborades amb llet quallada per l'efecte d'un ferment (quall) extret de l'estómac d'un animal en període de lactància o un tipus de card. Al País Basc, d'on prové, és coneguda com a gatzatua o mamia i a la zona nord de Navarra com gaztanbera.
L'elaboraració tradicional de la quallada obliga a utilitzar la llet d'ovella a la temperatura de munyida, i a afegir-hi quall natural procedent de l'estómac de bens acabats de néixer, i alimentats només amb els calostres i la primera llet d'ovelles acabades de parir. La utilització de les pedres com a element calefactor no és un caprici, ja que aquestes donen a la llet un gust recremat, característica d'una bona quallada tradicional.
Es tracta d'un producte similar en continguts nutritius a la llet.

## Marca de garantia Productes de l'Empordà

Logotip Marca de Garantia Productes de l'Empordà

El recuit i el recuit de drap són productes adherits a la Marca de garantia Productes de l'Empordà. Els elaboradors adherits a Productes de l'Empordà han de superar periòdicament els controls d'un laboratori alimentari que en certifica la qualitat en les diferents fases del producte per tal de rebre la certificació.
És un segell alimentari que té per objectiu personalitzar i reconèixer els productes propis de l'Empordà i ajudar a promocionar la seva comercialització. Aquest distintiu certifica la qualitat i l'origen empordanès del productes.